# Giro di Croazia 2017
Il Giro di Croazia 2017, sesta edizione della corsa, valido come evento di classe 2.1 dell'UCI Europe Tour 2017, si svolse dal 18 al 23 aprile 2017 su un percorso di 1046 km ripartiti in sei tappe. Fu vinto da Vincenzo Nibali davanti allo spagnolo Jaime Rosón e al ceco Jan Hirt.
Alla partenza da Osijek erano presenti 155 ciclisti dei quali 140 tagliarono il traguardo a Zagabria.

## Tappe
| Tappa  | Data      | Percorso                 | km   | Vincitore di tappa | Leader cl. generale |
| ------ | --------- | ------------------------ | ---- | ------------------ | ------------------- |
| 1ª     | 18 aprile | Osijek > Koprivnica      | 227  | Sacha Modolo       | Sacha Modolo        |
| 2ª     | 19 aprile | Traù > Biocovo           | 123  | Kristijan Đurasek  | Kristijan Đurasek   |
| 3ª     | 20 aprile | Imoschi > Zara           | 237  | Nicola Ruffoni     | Jaime Rosón         |
| 4ª     | 21 aprile | Cirquenizza > Umago      | 171  | Nicola Ruffoni     | Vincenzo Nibali     |
| 5ª     | 22 aprile | Parenzo > Monte Maggiore | 141  | Jaime Rosón        | Jaime Rosón         |
| 6ª     | 23 aprile | Samobor > Zagabria       | 147  | Sacha Modolo       | Vincenzo Nibali     |
| Totale | Totale    | Totale                   | 1046 |                    |                     |

## Squadre e corridori partecipanti
| N.    | Cod. | Squadra                 |
| ----- | ---- | ----------------------- |
| 1-8   | RSW  | Felbermayr Simplon Wels |
| 11-18 | TBM  | Bahrain-Merida          |
| 21-28 | UAD  | UAE Team Emirates       |
| 31-38 | TFS  | Trek-Segafredo          |
| 41-48 | AST  | Astana Pro Team         |
| 51-58 | CCC  | CCC Sprandi Polkowice   |
| 61-68 | GAZ  | Gazprom-RusVelo         |
| 71-78 | BAR  | Bardiani-CSF            |
| 81-88 | CJR  | Caja Rural-Seguros RGA  |
| 91-97 | NIP  | Nippo-Vini Fantini      |

| N.      | Cod. | Squadra                |
| ------- | ---- | ---------------------- |
| 101-108 | ICA  | Israel Cycling Academy |
| 111-118 | TNN  | Team Novo Nordisk      |
| 121-128 | ADR  | Adria Mobil            |
| 131-138 | TRA  | Roth-Akros             |
| 141-148 | BSM  | Bicicletas Strongman   |
| 151-158 | KLS  | Kolss-BDC Team         |
| 161-167 | WGN  | Team Wiggins           |
| 171-178 | GME  | GM Europa Ovini        |
| 181-188 | MKT  | Meridiana-Kamen Team   |
| 191-196 | TRK  | Torku Şekerspor        |

## Evoluzione delle classifiche
| Tappa             | Vincitore         | Classifica generale | Classifica a punti   | Classifica scalatori | Classifica giovani | Classifica per squadre |
| ----------------- | ----------------- | ------------------- | -------------------- | -------------------- | ------------------ | ---------------------- |
| 1                 | Sacha Modolo      | Sacha Modolo        | Sacha Modolo         | Nikolaj Trusov       | Riccardo Minali    | Nippo-Vini Fantini     |
| 2                 | Kristijan Đurasek | Kristijan Đurasek   | Kristijan Đurasek    | Kristijan Đurasek    | Michal Schlegel    | CCC Sprandi Polkowice  |
| 3                 | Nicola Ruffoni    | Jaime Rosón         | Eduard Michael Grosu | Kristijan Đurasek    | James Knox         | CCC Sprandi Polkowice  |
| 4                 | Nicola Ruffoni    | Vincenzo Nibali     | Nicola Ruffoni       | Jaime Rosón          | James Knox         | CCC Sprandi Polkowice  |
| 5                 | Jaime Rosón       | Jaime Rosón         | Nicola Ruffoni       | Jaime Rosón          | Michal Schlegel    | CCC Sprandi Polkowice  |
| 6                 | Sacha Modolo      | Vincenzo Nibali     | Nicola Ruffoni       | Jaime Rosón          | Michal Schlegel    | CCC Sprandi Polkowice  |
| Classifica finale | Classifica finale | Vincenzo Nibali     | Nicola Ruffoni       | Jaime Rosón          | Michal Schlegel    | CCC Sprandi Polkowice  |

## Classifiche finali

### Classifica generale
| Pos. | Corridore           | Squadra     | Tempo     |
| ---- | ------------------- | ----------- | --------- |
| 1    | Vincenzo Nibali     | Bahrain     | 25h12'10" |
| 2    | Jaime Rosón         | Caja Rural  | a 8"      |
| 3    | Jan Hirt            | CCC Sprandi | a 23"     |
| 4    | Felix Großschartner | CCC Sprandi | a 35"     |
| 5    | Jan Polanc          | UAE Team    | a 40"     |
| 6    | Kanstancin Siŭcoŭ   | Bahrain     | a 59"     |
| 7    | Michal Schlegel     | CCC Sprandi | a 1'23"   |
| 8    | James Knox          | Wiggins     | a 1'27"   |
| 9    | Jesper Hansen       | Astana      | a 1'38"   |
| 10   | Óscar Sánchez       | Strongman   | a 1'45"   |